# Філіп Лаку-Лабарт
Філіп Лаку-Лабарт (фр. Philippe Lacoue-Labarthe, 6 березня 1940, Тур — 27 січня 2007, Париж) — французький філософ, літературний критик та перекладач.
Лаку-Лабарт зазнав впливу Мартіна Гайдеґґера, Жака Дерріда, Жака Лакана, Пауля Целана, а також ідей німецького романтизму та деконструкції. Цим темам та авторам він присвятив значну частину своїх праць. Лаку-Лабарт також перекладав французькою мовою Гайдеґґера, Целана, Ніцше, Гельдерліна і Беньяміна.
Був членом та президентом Міжнародного філософського коледжу.

## Робота

### Співпраця з Жаном-Люком Нансі
Лаку-Лабарт написав кілька книг і статей у співпраці з Жаном-Люком Нансі, колегою з Університету Марка Блоха у Страсбурзі. Серед ранніх спільних робіт — «Le Titre de la lettre: une lecture de Lacan» (1973; перекл. «Заголовок листа: читання Лакана») та «L'Absolu littéraire: théorie de la littérature du romantisme allemand» (1978; перекл. «Літературний абсолют: теорія літератури в німецькому романтизмі»).
У 1980 році Лаку-Лабарт і Нансі організували конференцію в Серізі-ла-Саль, присвячену роботі Дерріда 1968 року «Плавники людини». Після цієї конференції та на прохання Дерріди, у листопаді 1980 року Лаку-Лабарт і Нансі заснували Центр філософських досліджень політики (Centre de recherches philosophiques sur le politique). Центр проіснував чотири роки, застосовуючи філософські, а не емпіричні підходи до політичних питань. За цей час Лаку-Лабарт і Нансі опублікували кілька важливих робіт, як разом, так і окремо. Деякі з цих текстів увійшли до збірки «Плавники людини в кінці праці Жака Дерріда: коллоквіум у Серізі, 23 червня — 2 серпня 1980 року» (1981), «Радіти політиці» (1981), «Відплата за політику» (1983) та «Нацистський міф» (1991, виправлене видання; первісна назва — «Механізми фашизму», 1981). Багато з цих текстів зібрані в перекладі в книзі «Відступ політичного» (1997).

### Про Мартіна Гайдеґґера
У 1986 році Лаку-Лабарт опублікував книгу про Целана та Гайдеґґера під назвою «Поезія як досвід» (La poésie comme expérience, 1986; перекл. «Поезія як досвід»). Лаку-Лабарт отримав ступінь доктора філософії у 1987 році, коли журі на чолі з Жераром Гранелем, до складу якого входили Дерріда, Георг Штайнер та Жан-Франсуа Ліотар, захистило його дисертацію на здобуття наукового ступеня доктора філософії. Монографія, подана на здобуття цього ступеня, була «La fiction du politique» (1988; перекл. «Гайдеґґер, мистецтво і політика») — дослідження про ставлення Гайдеґґера до націонал-соціалізму. Ці роботи передували вибуху інтересу до політичних вимірів Гайдеґґерової думки, що стався після публікації книги Віктора Фаріаса.
У «Поезії як досвіді» Лаку-Лабарт стверджував, що, хоча поезія Целана глибоко просякнута філософією Гайдеґґера, Целан давно знав про зв'язок Гайдеґґера з нацистською партією, а тому був принципово обережним у ставленні до людини та трансформаційним у сприйнятті його творчості. Тим не менш, Целан був готовий до зустрічі з Гайдеґґером. Гайдеґґер був визнаним шанувальником творчості Целана, хоча поезія Целана ніколи не отримувала такої філософської уваги, яку Гайдеґґер приділяв творчості таких поетів, як Фрідріх Гельдерлін чи Ґеорґ Тракль. Однак вірш Целана «Тодтнауберг», здається, містить у собі можливість зближення між їхньою творчістю. У цьому відношенні творчість Гайдеґґера, можливо, була спокутою для Целана, навіть якщо ця спокута не була розіграна у зустрічі між двома чоловіками.
Лаку-Лабарт вважав, що найбільшою помилкою Гайдеґґера була не його участь у націонал-соціалістичному русі, а його «мовчання про винищення» та відмова займатися ретельною деконструкцією нацизму. Він також вважав, що думка Гайдеґґера пропонує шляхи до філософської конфронтації з нацизмом, шляхи, якими Гайдеґґер не зміг піти, але які намагався пройти Лаку-Лабарт.

## Праці
Праці, зокрема написані у співпраці з Ж. -Л. Нансі
- Le Titre de la lettre: une lecture de Lacan, avec Jean-Luc Nancy, Galilée, 1973.
- L'Absolu littéraire: théorie de la littérature du romantisme allemand, avec Jean-Luc Nancy, Le Seuil, 1978.
- Le Sujet de la philosophie: Typographies 1, Flammarion, 1979.
- L'Imitation des modernes: Typographies 2, Galilée, 1985.
- La Poésie comme expérience, Bourgois, 1986.
- La Fiction du politique: Heidegger, l'art et la politique, Bourgois, 1988.
- Musica ficta: figures de Wagner, Bourgois, 1991.
- Le Mythe nazi, avec Jean-Luc Nancy, L'Aube, 1991.
- Pasolini, une improvisation: d'une sainteté, plaquette, William Blake & Co, 1995.
- Métaphrasis, suivi de Le théâtre de Hölderlin, PUF, 1998.
- Phrase, Bourgois, 2000.
- Poétique de l'histoire, Galilée, 2002.
- Heidegger: la politique du poème, Galilée, 2002.
- L'" Allégorie ", suivi de Un Commencement de Jean-Luc Nancy, Galilée, 2006.
- La Vraie Semblance, publication posthume revue par Leonid Kharlamov, Galilée, 2008.
- Préface à La Disparition, Bourgois, 2009.

У співпраці з іншими авторами
- Portrait de l'artiste, en général, avec Just another story about leaving, recueil de photographies d'Urs Lüthi, Bourgois, 1979.
- Retrait de l'artiste en deux personnes, autour d'autoportraits de François Martin, FRAC Rhône-Alpes, 1985.
- Sit venia verbo avec Michel Deutsch, Bourgois, 1988.